# Métisové
Métisové (z franc. métis, míšenec) jsou potomci evropských lovců a obchodníků a domorodých matek v Kanadě a v USA. V Kanadě je to jedna ze tří oficiálně uznaných domorodých národností. Historicky se podle jazyka dělili na francouzsky a anglicky mluvící, od poloviny 20. století vystupují jednotně.

## Métisové v Kanadě

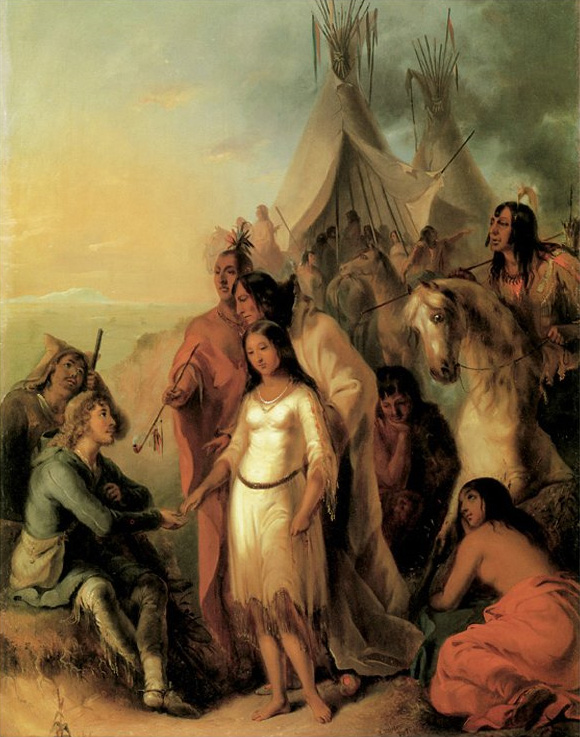
A. J. Miller: Trapper a jeho nevěsta (1837)

Métisové jsou potomci francouzských, skotských, anglických otců a zejména kríjských, čipevských a athabaských matek. Roku 2006 se k métiské národnosti přihlásilo téměř 380 tisíc občanů, i když skutečný podíl v kanadské populaci je daleko větší. Métisové původně lovili, kladli pasti a obchodovali s kožešinami, dnes se většinou živí jako zemědělci a řemeslníci. Mluví anglicky, francouzsky, kríjsky a dalšími nářečími a většinou patří k římskokatolické církvi.
Od 17. století uzavírali zejména francouzští obchodníci a lovci přátelské vztahy s původními obyvateli prostřednictvím sňatků s domorodými dívkami a jejich dětem se začalo říkat métis. Métisové či „bois-brulées“ byli vynikající lovci i obchodníci s kožešinami. Když Společnost Hudsonova zálivu získala veliké území kolem Hudsonova zálivu a začala tam provozovat lov kožešinových zvířat, pracovali mnozí Métisové pro ni jako lovci i tlumočníci, jiní odcházeli dále na západ. Počátkem 19. století se do oblasti Red River v dnešní Manitobě stěhovali hlavně skotští zemědělci, a tak zde vznikla komunita countryborn či „míšenců od Red River“.
Métisové měli pro Kanadu veliký význam, protože patřili mezi první kolonisty směrem na západ a protože pomáhali překlenovat propast mezi evropskou a domorodou kulturou. Patří proto ke kanadským dějinám i kanadské identitě.

## Právní postavení Métisů
Vztahy Métisů s kanadskou vládou nebyly vždy dobré a v letech 1869 a 1885 vypukla dvě neúspěšná povstání. Jejich vůdce Louis Riel byl roku 1885 odsouzen za velezradu a popraven. Od roku 1930 se různí aktivisté pokoušeli zlepšit společenské postavení Métisů, až v roce 1972 Pierre Trudeau, sám métiský vůdce a později kanadský premiér, zahájil jednání o problémech týkajících se půdy Métisů a starých smluv. V roce 1982 byli Métisové uznáni za jednu ze tří domorodých národností, což jim umožnilo legálně vymáhat tradiční práva. Ve všech kanadských provinciích mají dnes své samosprávné organizace, které sdružuje Národní rada.